# Fucosyllactose
Le 2'-fucosyllactose (2'-FL) est un oligosaccharide (ou oligoside) de formule brute C18H32O15  et de masse moléculaire 488,44 g/mol. Il résulte de la combinaison d'une molécule de fucose à une molécule de lactose (elle-même formée d'une molécule de glucose et d'une molécule de galactose). On le trouve naturellement dans le lait de la femme et de certains animaux.
D’abord découvert dans le lait maternel humain dans les années 1950, sa technique d’isolement ne fut bien établie qu’en 1972. Sa concentration normale dans le lait d’une femme de plus de 18 ans est de 2500 +/- 1700 uM. On l’a isolé également dans les selles.
Il a été utilisé comme substrat d’accepteur dans les analyses du gène glycosyltransférase des groupes sanguins A et B.
Le 2’-FL comporte 3 unités glucidiques : L-fucose, D-galactose et D-glucose. Dans l’organisme, il est synthétisé grâce à l’intervention de l’enzyme FUT2 (Fucosyl-Transférase 2), qui transfère un fucose d’un substrat donneur sur une molécule de lactose (galactose + glucose).
Des études montrent qu’environ 20% de la population n’exprime pas cette enzyme FUT2. Le déficit en 2’-FL qui en résulte peut notamment entraîner des conséquences néfastes sur l’équilibre du microbiote intestinal.

## Les HMO
Le 2’-FL appartient à la classe des HMO (Human Milk Oligosaccharide en anglais), c'est-à-dire les oligosaccharides présents dans le lait maternel humain, dont il représente environ 25%.
Ces glucides complexes ne constituent pas une source énergétique pour le nourrisson du fait qu’ils ne sont pas digérés par ce dernier.
En parvenant intacts dans le gros intestin, les HMO représentent une source importante de fibres prébiotiques stimulant les bactéries bénéfiques du microbiote intestinal, tout en ayant un effet anti-adhésif contre les bactéries pathogènes.
De ce fait, ils contribuent à l’effet protecteur du lait humain contre les infections gastro-intestinales.
Les HMO sont également des modulateurs directs des réponses des cellules épithéliales et immunitaires du tractus digestif.
En outre, en constituant une excellente source d’acide sialique, ils seraient essentiels au bon développement du cerveau et des fonctions cognitives du nouveau-né.

## Fibre prébiotique
Le 2’-FL est un tri-saccharide qui, bien que dérivé du lactose, n’est cependant pas digestible par les enzymes de l’individu au niveau de son intestin grêle. Après un transit par l’estomac et l’intestin grêle, une grande partie du 2’-FL est retrouvée intacte dans le côlon où il constitue une fibre prébiotique métabolisée par les bactéries.
De multiples études ont démontré récemment que le 2’-FL, notamment très abondant dans le lait maternel humain, soutient le développement d’un microbiote intestinal équilibré (eubiotique), ainsi que d’un système immunitaire performant. 

## Aliment fonctionnel
Un aliment fonctionnel (ou nutraceutique) représente toute substance de type aliment ou partie d’aliment qui apporte une action bénéfique sur le plan médical et sur le plan de la santé.
Produit par bio-fermentation, le 2’-FL a été approuvé en tant que Novell Food (en français, Nouveaux Aliments) pour une utilisation dans les compléments  alimentaires et les laits infantiles.
En Europe, le 2’-FL est le tout premier oligosaccharide du lait maternel humain à avoir reçu l’autorisation comme complément alimentaire. Jusqu’il y a peu, seuls les GOS et FOS (Galacto- et Fructo-Oligo-Saccharides) étaient autorisés comme compléments en fibres alimentaires, mais ils étaient assez différents des vrais oligosaccharides présents dans le lait maternel humain.
Il est facile à utiliser, car son goût est neutre, légèrement sucré. Il peut donc être mélangé à une boisson ou saupoudré sur un dessert.
Il faut noter que certaines préparations peuvent contenir des traces de lactose pouvant entraîner un certain inconfort digestif chez les personnes intolérantes au lactose.

### Chez les enfants
Chez le nouveau-né, les HMO et donc le 2’-FL participent à la mise en place d’une flore intestinale optimale. Cette dernière contribue largement au bon développement du système immunitaire,.
Pour les enfants de moins de 1 an, le 2'-fucosyllactose n'est pour l'instant autorisé que dans les préparations pour nourrissons et préparations de suite (i.e. laits 1er âge et 2ème âge), au dosage maximal de 1,2 g/l dans le produit final prêt à l’emploi, commercialisé tel quel ou reconstitué selon les indications du fabricant. Cependant les laits infantiles contenant du 2'-fucosyllactose sont encore très rares.
Chez l’enfant en bas âge (1 à 3 ans), une posologie de 0,5 à 1 gr offre les bienfaits de l’oligosaccharide majoritaire du lait maternel humain chez les enfants non allaités ou dont la mère est FUT2 non-sécréteur.
À partir de 4 ans la posologie adulte peut être adoptée, à savoir 1 à 3 gr par jour.

### Chez les adultes
Une supplémentation orale de 1 à 3 g/j d'une forme en vrac de 2’-FL pourrait ainsi être envisagée lors de la prise en charge de diverses inflammations intestinales.
Outre ces formes en vrac, pour soutenir efficacement l’intégrité des muqueuses intestinales 500 mg de 2’-FL peuvent être associés, dans une gélule, à 100 mg de L-thréonine, 50 mg de L-sérine et 50 mg de L-cystéine, des acides aminés essentiels qui constituent des briques de construction indispensables pour la production du mucus et qui sont également des sites de glycosylation importants. La posologie habituelle étant de 1 à 2 gélules par jour (ex : Vitapermea 2'-fucosyllactose).